# HANAKO (新しい学校のリーダーズの曲)
「HANAKO」（ハナコ）は、新しい学校のリーダーズの楽曲。2022年10月31日に配信限定シングルとしてリリースされた。

## 概要
10月31日のハロウィン当日にリリースされた自身初のハロウィンソングとなっており、作詞・作曲をマニー・マークが担当した。昨年リリースのアルバム『SNACKTIME』と同時期に考案されており、デモ段階で止まっていた本曲の制作を今夏に再開して完成させた。
日本の有名な学校の怪談である「トイレの花子さん」をモチーフとしている。